# Smittina palisada
Smittina palisada är en mossdjursart som beskrevs av Gordon 1989. Smittina palisada ingår i släktet Smittina och familjen Smittinidae. Inga underarter finns listade i Catalogue of Life.